# Бальхаус, Маша
Маша Бальхаус (нем. Mascha Ballhaus; род. 27 июля 2000, Гамбург) — немецкая дзюдоистка, трёхкратный бронзовый призёр чемпионатов мира 2024 и 2025 годов, бронзовый призёр чемпионата Европы 2023 года. 

## Биография
Маша Бальхаус борется в весовой категории до 52 килограммов и представляет Германию на международной спортивной арене.
Маша изначально боролась в весовой категории до 48 килограммов с 2016 по 2019 год. В 2016 году она заняла третье место на чемпионате Европы среди кадетов. В 2017 году выиграла в личном и командном зачете чемпионат Европы среди кадетов и заняла второе место на чемпионате мира среди кадетов. В 2018 и 2019 годах она занимала пятое место на чемпионатах Европы среди юниоров.
В 2020 году она перешла в весовую категорию до 52 килограммов. В ноябре 2021 года она заняла второе место на чемпионате Европы до 23 лет, уступив в финале хорватке Ане Виктории Пульжиз. В апреле 2022 года она вышла в полуфинал чемпионата Европы в Софии, но уступила в том числе и в борьбе за бронзу. В январе 2023 года Бальхаус выиграла свой первый титул чемпиона Германии. На том же чемпионате ее сестра-близнец Сейя Бальхаус одержала победу в весовой категории до 57 килограммов. В марте 2023 года Маша Баллхаус выиграла у японки Аи Сисимэ в финале турнира Большого шлема в Ташкенте.
В ноябре 2023 года, во французском Монпелье, на чемпионате Европы, немецкая дзюдоистка в весовой категории до 52 кг стала бронзовым призёром чемпионата Европы, в поединке за третье место победила итальянскую спортсменку Одетте Джуффриду.
Весной 2024 года на предолимпийском чемпионате мира, который состоялся в Объединённых Арабских Эмиратах, Маша завоевала бронзовую медаль, в поединке за третье место она победила спортсменку из Японии Хибики Сираиси.
В июне 2025 года на чемпионате мира в Будапеште в весовой категории до 52 кг завоевала бронзовую медаль. В схватке за третье место одолела соперницу из Японии Кисуми Омори. В командном турнире завоевала бронзовую медаль.  